# Aayla Secura
Aayla Secura è un personaggio immaginario dell'universo fantascientifico di Guerre stellari, cavaliere Jedi e generale durante il periodo delle guerre dei cloni, comparso nella trilogia prequel e nella serie animata Star Wars: The Clone Wars. 
Il personaggio inizialmente era stato creato per l'Universo espanso dall'artista Jan Duursema e dallo scrittore John Ostrander, ma dopo che un pezzo artistico attirò l'attenzione di George Lucas, il personaggio venne proposto anche nei film.

## Biografia canonica
Aayla Secura era una giovane Twi'lek sensibile alla forza, che nel periodo precedente alle guerre dei cloni divenne padawan del maestro Jedi Quinlan Vos, e successivamente cavaliere Jedi a sua volta.
Secura era spesso accompagnata in missione dal comandante clone Bly, su mondi come Honoghr e Saleucami. Cominciò ad addestrare il proprio Padawan, Ekria, che aiutò Secura nelle ultime battaglie delle guerre dei cloni.

### Star Wars: The Clone Wars
Durante le guerre dei cloni ingaggiò su Quell uno scontro in inferiorità numerica con la flotta separatista, trovandosi in grande difficoltà, e venne soccorsa da Anakin Skywalker ed Ahsoka Tano.
Durante l'evacuazione della nave della maestra Jedi, Anakin Skywalker venne ferito da un'esplosione; l'iperguida della nave di salvataggio venne attivata dal colpo di un caccia separatista, costringendo la squadra di salvataggio ad effettuare il lancio nell'iperspazio. La rotta li portò verso una stella, ma grazie ad un reset dell'energia primaria riuscirono ad evitare il peggio, schiantandosi su un pianeta all'apparenza desertico, Maridun. Aayla, Ahsoka, Bly e altri soldati vennero alla ricerca di forme di vita mentre Skywalker venne lasciato, incosciente, insieme al capitano dei cloni Rex. Durante il tragitto, furono attaccati da alcune belve feroci, che riuscirono a domare.
Incontrano quindi una popolazione di lurmen fuggiti da Mygeeto per evitare la guerra; essi, dopo un rifiuto iniziale, mandarono il guaritore Wag Too insieme ad Ahsoka Tano a prendere Skywalker. Nel frattempo Secura, trattenuta al villaggio, venne illuminata sull'importanza della nonviolenza dal capo del villaggio, Tee Watt Kaa. Dopo il ritorno dei suoi compagni, iniziò a escogitare un modo per andarsene dal pianeta.
Successivamente su Maridun atterrò una delegazione separatista che perquisì il villaggio dei Lurmen in cerca di prove della presenza di repubblicani. Gli Jedi e i due cloni riuscirono a nascondersi, osservando i separatisti allontanarsi dal villaggio dopo aver informato Tee Watt Kaa di aver reso la colonia Lurmen e il pianeta un protettorato della CSI.
Una sonda spia individuò poi i Jedi, che furono costretti a inseguirla per distruggerla prima che allertasse le forze separatiste, le quali avrebbero scatenato un attacco ai danni dei pacifici Lurmen. Durante l'inseguimento, la piccola squadra repubblicana scoprì un avamposto della CSI in cui veniva collaudata una nuova arma in grado di carbonizzare ogni forma di vita ma non i droidi, il Decespugliatore.
Decisero così di infiltrarsi nella base per prendere una navetta e dirigersi al villaggio, dove si sarebbe tenuto un nuovo test. I Jedi non desistono, e organizzarono una difesa anche senza il consenso dei lurmen.
All'arrivo dei Separatisti attivarono uno scudo con dei generatori rubati alla base, che evitò così l'annientamento del villaggio, e ingaggiarono una battaglia corpo a corpo con i droidi. Secura rimase con Ahsoka a proteggere il villaggio dai droidi che riescirono a superare lo sbarramento e a distruggere gli scudi, tuttavia Skywalker riuscì a distruggere la nuova arma, mentre i lurmen più giovani iniziarono a difendersi contro i droidi aiutando le jedi. Secura e i suoi compagni al termine della battaglia riuscirono a catturare il generale separatista Lok Durd, venendo ringraziati dai lurmen.

### L'attacco dei clonieLa vendetta dei Sith
Secura fece parte dei duecento Jedi mandati a Geonosis per salvare i Jedi Obi-Wan Kenobi e Anakin Skywalker e la senatrice Padmé Amidala tenuti prigionieri.
Nel 20 BBY partecipò insieme a Mace Windu alla missione per catturare Darth Maul e il Conte Dooku, arrivando all'ultimo momento dopo che i due Sith stavano affrontando Obi-Wan Kenobi e la maestra Jedi Tiplee dove quest'ultima venne uccisa dal conte. I due Sith poi, assieme al generale Grievous, riuscirono a mettersi in salvo.
Durante il combattimento su Felucia (19 BBY), Secura venne tradita e uccisa dal suo comandante Bly e il suo esercito di cloni, eseguendo l'ordine 66 dell'imperatore Palpatine.
Ne L'ascesa di Skywalker la sua voce è presente mentre Rey chiede aiuto a tutti i Jedi del passato per sconfiggere Palpatine.

## Universo espanso

### Vita iniziale
Nata nel 48 BBY, Aayla era sempre stata potente nella Forza, e in giovane età venne scoperta dai Jedi durante una missione su Ryloth da Quinlan Vos, un Kiffar allievo del maestro Tholme. La giovane Aayla era stata schiavizzata dagli hutt, ma venne salvata da Quinlan, che persuase Tholme a portarla a Coruscant per i test di attitudine Jedi.
Aayla e Quinlan compirono diverse missioni assieme con successo. Aayla era anche amica di un'altra padawan twi'lek, Xiaan Amersu, alla quale diede in dono un Cuore di Fuoco. Durante una missione investigativa su Ryloth, Quinlan e Aayla vennero catturati e drogati; in questo modo persero molti ricordi e soffrirono di amnesia. Lei venne presa dallo zio Pol Secura, che dovette darle altra droga. Aayla dimenticò quindi di essere una Jedi e di avere un maestro.
Un giorno uno strano uomo venne da Pol Secura, cercando la sua "padawan" Aayla. Mostrò alla twi'lek la sua spada laser, ma lei ancora non riusciva a ricordare. Tempo dopo, quando capì che Pol era il responsabile del suo stato amnesico, l'uomo tornò per catturarlo . Aayla provò a salvare suo zio, ma erroneamente lo spinse giù da un balcone con la Forza. Aayla incolpò quell'uomo della morte dello zio: Quinlan Vos, il suo ex-mentore.

### Incontro con il Lato Oscuro
Aayla cercava vendetta contro l'uomo che secondo lei aveva ucciso lo zio. Si nascose su un vascello pirata che stava andando su Kiffex. Su quel pianeta scoprì e liberò il Jedi Oscuro Volfe Karkko da un campo di forza che lo teneva bloccato. La giovane accettò di convertirsi al lato oscuro e decise di aiutare quello anzati, che le diede il comando dei suoi seguaci e le lasciò cacciare gli Jedi sul pianeta. Lui li cercava vivi per succhiare la loro Forza. Aayla prese i seguaci e uccise le persone dentro a una fortezza locale, e poi si trovò faccia a faccia con Quinlan Vos, Tholme e Zao. Aayla fuggì e Quinlan la seguì, raggiungendo la prigione di Karkko. Ancora una volta lei duellò contro il suo ex-maestro; in quel momento si ricordò della sua vera identità e Volfe usò i Fulmini di Forza per stordirla. Al suo risveglio trovò Karkko morto e venne riassegnata al maestro Tholme, il vecchio insegnante di Quinlan.

### Salita al grado di Cavaliere
Tornarono a Coruscant e, come Quinlan, venne ri-addestrata nel tempio Jedi. Il Maestro Plo Koon fu d'accordo di usare la telepatia per guidare Aayla, mentre stava recuperando poco alla volta i suoi ricordi. Nel 28 BBY, Aayla scoprì che Ro Fenn, il leader del clan dei Fenn, stava complottando per attaccare il clan Secura, il cui capo era Nat Secura. Informò Tholme e insieme andarono a combattere la minaccia. Lui andò contro due nikto Morgukai; venne sconfitto, ma riuscì a salire sulla loro nave, dove venne scoperto e imprigionato. Aayla seguì la nave di Vilmarh Grahrk, che era alleato dei nikto, ma li perse.
La Forza la portò ad Ord Mantell. Qui trovò il suo ex-maestro Quinlan e lo aiutò a sconfiggere dei cacciatori di taglie. Spiegò tutto a Quinlan e insieme decisero di salvare Nat Secura e Tholme. Trovarono Vilmarh e riuscirono a farsi dire dove i due morgukai fossero andati. In velocità andarono al pianeta natale dei nikto, Kintan, e affrontarono i due morgukai. I nikto fuggirono e andarono alla fortezza del twi'lek Kh'aris Fenn; i due Jedi arrivarono e Aayla avrebbe salvato Nat Secura, mentre Quinlan si sarebbe occupato dei nikto.
Aayla raggiunse le profondità, distrusse il droide da tortura AX/RX, liberò Tholme e Nat, e diede una mano a Quinlan. Tutti e tre uscirono intatti.
A Coruscant, Aayla e Quinlan vennero promossi dal consiglio Jedi: lei diventò cavaliere, lui maestro.

### Guerre dei cloni
Durante le guerre dei cloni, Aayla diventò generale in carica al comando del 327° Star Corps. Otto giorni dopo la battaglia di Geonosis, venne mandata in missione per intercettare lo scienziato della Tecno Unione Ratri Tane, che era fuggito a Corellia con i file e il prototipo di una nuova circuiteria per droidi.
Meno di un mese dopo, si infiltrò nella Ruota, presentandosi come meccanica con il nome Jaayza, per cercare Quinlan Vos che non era tornato dalla sua ultima missione. Insieme riuscirono a portare via dei piani riguardanti l'imminente attacco della Confederazione dei Sistemi Indipendenti a Kamino. Usando gli indizi trovati la Repubblica riuscì ad evitare l'attacco al pianeta. Nella battaglia di Kamino Aayla difese le fabbriche di cloni. In seguito sarebbe rimasta nuovamente a tenere a bada le fabbriche insieme a Kit Fisto. Quattro mesi dopo Geonosis, la twi'lek partecipò alla battaglia di Hypori, dove fu una dei Jedi che sopravvisse al primo incontro con il Generale Grievous.
I Jedi su Devaron erano il bersaglio della cacciatrice di taglie Aurra Sing, e in una occasione fece una imboscata ad Aayla. La giovane sopravvisse all'imboscata e attaccò Aurra. Le due donne duellarono e Aayla riuscì a vincere facendo scatenare la rabbia della cacciatrice di taglie e facendola disorientare. Aayla riuscì quindi a portarla dalle autorità locali. Secura salvò Tholme e An'ya Kuro e diede delle informazioni che aveva trovato a Kit Fisto e T'ra Saa riguardo a dei razziatori, che vennero annientati nella battaglia tra loro e la Repubblica.

## Apparizioni
Aayla Secura compare come personaggio secondario nei film della trilogia prequel L'attacco dei cloni e La vendetta dei Sith, dove è impersonata dall'attrice americana Amy Allen. 
Secura appare poi in alcuni episodi della serie animata Star Wars: The Clone Wars, doppiata da Jennifer Hale, che le diede la sua voce anche in occasione del film Star Wars - L'ascesa di Skywalker in cui la voce della Jedi viene udita da Rey assieme a quelle di altri fantasmi della Forza.
Secura è apparsa inoltre in varie opere divenute non canoniche dopo l'acquisizione di Lucasfilm da parte della Disney, come le serie a fumetti Star Wars: Twilight (dove il personaggio è stato presentato per la prima volta), Star Wars:Republic e nel fumetto a lei dedicato Jedi: Aayla Secura, facente parte della serie Star Wars:Jedi.